# نزار رشید بن حسن الحلبی
نزار رشید بن حسن الحلبی (زاده ۱۹۵۲ در بیروت- درگذشته ۳۱ اوت ۱۹۹۵) یکی از شیوخ معروف دین اسلام در لبنان، دلیل معروفیت او این بود که معتقد به أشعری و یکی از برجسته‌ترین شاگردان شیخ عبدالله الهرری معروف به الحبشی بود.

## زندگی‌نامه
وی در خانواده‌ای در بیروت متولد شد و دروس ابتدایی را در دبستان ابوبکر صدیق و سپس در دبیرستان عمر بن خطاب گذراند.
برای کسب گواهینامه (دیپلم) به الازهر بیروت پیوست و سپس برای درس خواندن در دانشگاه الازهر عازم قاهره شد و در سال ۱۹۷۵ از دانشکده شریعت و قانون فارغ‌التحصیل گردید.
وی به بیروت بازگشت و از طرف مدیریت کل اوقاف اسلامی وابسته به دارالفتوا، خطیب مسجد برج ابو حیدر شد و در سال ۱۹۸۳ ریاست انجمن طرحهای خیریه اسلامی را بر عهده گرفت و با برادرانش در این انجمن برای مشخص کردن اهداف و برنامه عمل و شروع این برنامه‌ها جهت محقق کردن اهداف عالی آن و ایجاد مؤسسات آموزشی و اجتماعی و بهداشتی و تبلیغاتی و پیشاهنگی و ورزشی و غیره… کار کرد. وی توجه ویژه به تربیت جوانان و رشد آنها و پرهیز از بنیادگرایی و افراطی‌گری در دین داشت.

## درگذشت
نزار رشید در روز پنجشنبه ۳۱ اوت ۱۹۹۵ در یک سوء قصد تروریستی ترور شد. اعتقاد بر این است که جماعت «عصبة الانصار» یکی از بازوهای سازمان القاعده اقدام به قتل او کرده‌است. در تشییع جنازه او هزاران تن شرکت کرده و لبنانی‌هایی که با برنامه‌ها و اخلاق و صفات او آشنایی داشتند در مرگ او گریستند.
وی مرد دانش و عمل و فدا و خلوص بود، مردی با شجاعت در بیان و مواضعی استوار بود. وی توانست رهبری انجمن طرحهای خیریه اسلامی را با استواری و اخلاص رهبری کند و قافله سازندگی و پیشرفت مؤسسات را در میان امواج سرکش دریا به پیش ببرد.